# L'ocell blau (anime)
L'ocell blau (メーテルリンクの青い鳥 チルチルミチルの冒険旅行, Mēterurinku no Aoi Tori: Chiruchiru Michiru no Bōken Ryokō) és una sèrie de televisió animada japonesa de 1980 dirigida per Hiroshi Sasagawa, amb dissenys de personatges de Leiji Matsumoto. Està basada en l'obra de teatre de 1908 de Maurice Maeterlinck. La sèrie tenia 26 capítols quan es va emetre a la televisió japonesa. La sèrie es va produir al Japó entre 1978 i 1979. Es va emetre per TV3 resumida en format de dos telefilms. Estrenada l'1 de maig de 1993, també es va comercialitzar per al mercat domèstic en dues cintes en format VHS.

## Trama
Aventures d'en Till-till i la seva germana, Michil, mentre busquen l'ocell blau de la felicitat, ajudats per la fada Barretona. Els dos germans, juntament amb els seus companys de viatge, en Morrut (el gos), la Gatona (la gata) i els quatre esperits del pa, el foc, l'aigua i la llet, recorren el meravellós món de les il·lusions i passen per la Terra, on el temps no es mou, pel país de les nits de terror i per un lloc misteriós on l'avui coneix el demà. En aquest viatge viuen moments de tristesa i de felicitat, i, al final, descobreixen què s'amaga al fons del cor humà.